# Eduard Alexander Gummels Airport

i7
i11
i13
Der Eduard Alexander Gummels Airport, kurz EAG Airport (IATA-Code: EAX, ICAO-Code: SMEG)  ist ein kleiner Flugplatz in Suriname. Er ist der erste privat betriebene Flughafen und befindet sich in der Hauptstadt Paramaribo, im nördlich gelegenen Stadtteil Kwatta am Gummelsweg.

## Geschichte
Die Geschichte des Flughafens begann 2015 als Gummels Heliport Paramaribo (ICAO: SMHP), einem Hubschrauberlandeplatz der mit der Eröffnung im März 2025 zu einem internationalen Flughafen erweitert wurde.
Er ist in Privatbesitz und wird von der Familie Gummels betrieben, der auch die Fluggesellschaft Gum Air und der Pflanzenschutzdienst Surinam Sky Farmers gehören. Er positioniert sich nun als wichtiger Knotenpunkt für Offshore-Logistik, Tourismus und private Geschäftsreisen in der Region.